# 张敬东
张敬东（1971年4月1日—），黑龙江哈尔滨人，中国前男子篮球运动员，曾效力于北京金隅队，现担任该队助理教练。他曾经获得CBA三分王称号；并且他曾经单场比赛投中14记三分球，创造了当时CBA的单场投中最多三分球记录，并一直保持到2008至2009赛季才被打破。

## 生平

### 启蒙时期
张敬东出生在一个篮球世家。父亲张景富20世纪60年代曾经入选过中国男篮，曾经参加过1961年在保加利亚举行的社会主义国家公安篮球赛。张敬东自小就在父亲的指导下开始篮球训练。1987年12月，当时还在哈尔滨青年队训练的他被恩师王忆诚相中，并推荐到北京首钢工厂队。次年，该队与北京首钢男篮正式合并，他也随队正式进入了北京青年队。1991年，张敬东凭借自己过硬的三分球能力正式升入一队。

### 职业生涯
相对于父亲的全面，身高更高的张敬东并没有更多面的发展，反倒是成就了一手三分球的绝活。他从1995年CBA开创赛季就在北京队效力，和闵鹿蕾、单涛和孟克·巴特尔成为了队友。他也为北京队立下了赫赫战功：1998年，他荣膺CBA三分王；而1999-2000赛季中，北京首钢与浙江万马的常规赛中，张敬东单场投中14个三分球，这个纪录直到2008-2009赛季才被吉林大成生化队的外援莱昂·罗杰斯打破；2002年，已经准备退役的张敬东又在CBA全明星赛上摘得三分球大赛的桂冠。

### 退役之后
2003-2004赛季保级战最后一场，北京首钢队凭借张敬东最后时刻的三分球惊险保级。在2004-2005赛季开赛之前，张敬东宣布退役。退役之后的张敬东继续留在首钢队工作，并且很快取得教练员资质证书。随后，他走马上任，成为闵鹿蕾的助理教练。